# Gabon Telecom
Gabon Telecom SA — крупнейшая телекоммуникационная компания в Габоне. Компания управляет доменом верхнего уровня с кодом страны .ga. Gabon Telecom управляет примерно 35 000 наземными линиями, а ее дочерняя компания по обслуживанию сотовой связи Libertis насчитывает 200 000 клиентов. В 2007 году Maroc Telecom приобрела 51 % компании у правительства Габона. В июне 2018 года компания Gabon Telecom запустила решения APS для защиты 400 000 IP-адресов.